# 土屋晓
土屋晓是Gust所属的作曲家、游戏开发者、导演，与志方晶子共同为Hymmnos语的创造者。

## 概要
1998年，以音乐人身份进入GUST。在参与了一系列工作室系列的音乐制作之后，成为了魔塔大陆系列的制作人。
在作为音乐人的时候，有以“EALIA”为名活动的时期。在1999年时推出了和（现在两者都不可阅览）。

## 参加作品
- 炼金术士系列
  - 艾莉的工作室 〜扎尔古尔古的炼金术士2〜 - 音乐制作
  - 莉莉的工作室 〜扎尔古尔古的炼金术士3〜 - 音乐制作
  - 尤蒂的工作室 〜格拉姆纳特的炼金术士〜 - 音乐制作
  - 薇欧蕾特的工作室 〜格拉姆纳特的炼金术士2〜 - 音乐制作
  - 伊莉斯的工作室 永恒玛娜 - 主题歌作曲
- 魔塔大陆系列
  - Ar tonelico 在世界终结续咏诗篇的少女 - 背景音乐、导演
  - Ar tonelico2 响彻世界的少女的创造诗 - 背景音乐、导演
  - Ar tonelico3 终结世界的少女诗歌 - 背景音乐、导演
- 波涛协奏曲系列
  - 静籁之空 ～献给失落之星的诗～ - 音乐、导演
  - Ar nosurge ～献给诞生之星的祈祷诗～ - 导演
- ロビン・ロイドの冒険 - 背景音乐
- トリノホシ 〜Aerial Planet〜 - 提供乐曲
- BLUE REFLECTION系列
  - BLUE REFLECTION：帝 - 開發製作人
  - BLUE REFLECTION: 燦 - 總監